# 1re armée (Union soviétique)
Pour les articles homonymes, voir 1re armée.
La première armée soviétique, une des grandes formations de l'Armée rouge, est créée en juillet 1938 en Union soviétique et déployée en Extrême-Orient, sous le commandement de Andreï Ieremenko.

## Historique
Elle participe à deux batailles de frontière contre les forces japonaises, tout d'abord en 1938 à la bataille du lac Khassan, puis en 1939 à la bataille de Halhin Gol, en Mongolie.
Renommée première armée combinée indépendante, en juillet 1940, elle passa toute la durée de la Seconde Guerre mondiale à protéger les longues frontières de l'Extrême-Orient soviétique contre la menace japonaise. En août 1945, après la déclaration de guerre de l'URSS contre le Japon, elle participa au sein du Front d'Extrême-Orient d'Aleksandr Vassilievski, à l'offensive en Mandchourie contre l'Armée du Guandong, agissant en direction du nord du Mandchoukouo.